# 伊戈尔·塔姆
伊戈尔·叶夫根尼耶维奇·塔姆（俄语：И́горь Евге́ньевич Та́мм，1895年7月8日—1971年4月12日），苏联物理学家，生於海參崴。由于在1934年发现契忍可夫輻射，参与发明托卡马克，塔姆在1958年获诺贝尔物理学奖，同时获奖还有帕维尔·切连科夫和伊利亚·弗兰克，1966年签署反对为斯大林平反的《25人公开信》。1971年逝於莫斯科。